# Sosurim de Goguryeo
Le roi Sosurim du royaume de Goguryeo (hangeul : 소수림왕 ; hanja : 小獸林王 ; MR : Sosurim-wang ; litt. « roi Sosurim ») est un souverain coréen qui règne de 371 à 384. 

## Histoire
Le contexte historique est peu documenté car la Corée n'avait pas encore de cadre académique. Le chamanisme, critiqué ou reconnu, reste en Corée présent dans tous les esprits comme fondement pré-philosophique. Cependant, au temps du roi Sosirim, une pensée plus articulée a pris naissance avec les courants du confucianisme, du taoïsme et du bouddhisme. Lorsque ces pensées firent introduites à peu près en même temps, au IIIe et IVe siècles de notre ère, la connaissance des caractères chinois par les Corées était encore limitée. 

## Biographie
Go Gu-bu, fils aîné du roi Gogugwon, est nommé prince héritier en 355. C’est ainsi qu’il apprend à gouverner en aidant son père devenu roi en 331. A cette période, il est nécessaire de renforcer l'autorité royale, qui a été affaiblie par le royaume des Yan postérieurs, leur voisin chinois, pendant la période des seize royaumes. En effet ceux-ci ont déterré la tombe du roi Micheon, le 15e roi de Gogugryo, celui qui avait chassé les Chinois d’une grande partie de la Corée entre 313 et 331. 
Pendant son règne Sosurim réussit à renforcer l'autorité royale sur Goguryeo, aidé par des institutions religieuses qu’il soutien pour transcender les factions tribales. Il développe un système de gouvernement centralisé qui est possible grâce à une politique de réconciliation avec le royaume de Baekje, son adversaire du sud. 
Le roi Sosurim créé l’équivalence de la première université confucéenne en 341, qui forme des docteurs en classiques chinois. Cependant il faudra plusieurs siècles pour que ces penseurs coréens maîtrisent la pensée chinoise et développent ensuite leurs propres pensées.   
Par trois fois, en 374, 375 et 376, le roi Sosurim attaque son voisin du sud, le royaume coréen de Baekje, puis en 378 c’est son royaume qui est attaqué par les Khitan, des tribus nomades de Mongolie arrivées par le nord. Il meurt en 384 et est enterré dans la forêt de Sosurim, proche de Gungnaeseong, l’ancienne capitale du royaume de Goguryo, situé en Manchourie.  

## Cultures

### Taoïsme
Il est à remarquer que le taoïsme n’a pas suscité en Corée de penseurs d’envergure comme le confucianisme et le bouddhisme. Cette pensée est restée en privé une source d’admiration et d’inspiration mais a toujours été considérée comme un peu suspecte.  Alors que l’esprit même de Laozi et de Zhuangzi est la spontanéité et la créativité par excellence. A cette époque, le taoïsme se répand en Corée au niveau populaire par son côté ésotérique lié aux recherches de santé, voire d’immortalité. 

### Bouddhisme
En 372, le roi accueille des moines bouddhistes itinérants de l'ancien royaume Qin et les encourage à construire des temples pour les sédentariser. L’histoire populaire raconte que, pendant la période des Seize Royaumes, c’est le roi de l'ancien Qin qui a envoyé le moine Sundo avec des images et des écritures de Bouddha tandis que le moine Ado, Coréen originaire de Goguryeo, revient deux ans plus tard. Avec le soutien total de la famille royale, le premier temple de tous les royaumes coréens, le monastère de Heungguk, est construit proche de la capitale royale. Bien qu'il existe des preuves historiques comme le style de mausolées du milieu du IVe siècle déjà marqué par l'influence bouddhiste, le roi Sosurim consolide l’implantation du bouddhisme non seulement sur la vie spirituelle du peuple coréen mais aussi en termes de système bureaucratique et façon de penser.

### Confucianisme
L'année 372 revêt une importance cruciale dans l'histoire coréenne certes pour le bouddhisme, mais aussi pour le confucianisme et le taoïsme. Le roi Sosurim établit l'institution confucéenne de Taehak (태학 ; 太學) pour permettre d’éduquer les enfants de la noblesse. 
Puis en 373, il promulgue un code de lois appelé (율령 ; 律令) qui institutionnalise le système juridique, notamment le code pénal et la codification des coutumes.